# Fernando Ortega Bernés
Fernando Eutimio Ortega Bernés (San Francisco de Campeche, Campeche; 16 de febrero de 1958) es un político mexicano, miembro del Partido Revolucionario Institucional. Fue gobernador de Campeche entre 2009 y 2015. 
Servidor público mexicano, trigésimo tercero, gobernador constitucional del Estado de Campeche, entre septiembre del 2009 y septiembre del 2015, quincuagésimo cuarto titular del poder ejecutivo en la historia de Campeche. Fue diputado local y líder del congreso local, alcalde del Municipio de Campeche y senador de la República. Entre 2016 y 2018 desempeñó el cargo de embajador de México ante la República del Paraguay. 
Estudió en la Universidad Iberoamericana Ciencias Políticas y Administración Pública, realizó Diplomados de Posgrado en Administración y Finanzas en el Instituto de Estudios Superiores de Monterrey.
Ha sido docente en la Universidad Autónoma de Campeche entre 1986 y 2000.

### Trayectoria Académica
En la Administración Pública Federal laboró en las Secretarías del Trabajo y Previsión Social y de Pesca y en el Sistema de Distribuidoras Conasupo.
En la Administración Pública Estatal trabajó en el Comité de Planeación para el Desarrollo del Estado y fue secretario de Educación, Cultura y Deporte.
En la Administración Pública Municipal fue secretario del Ayuntamiento de Campeche entre 1991 y 1993 y secretario técnico del mismo entre 1996 y 1997.

### Trabajo como gobernador
En el período de su gobierno en Campeche en materia de infraestructura se modernizó a cuatro carriles la carretera Campeche-Mérida, se construyó el Periférico de la ciudad capital e iniciaron los trabajos del nuevo Puente de la Unidad entre Isla Aguada y Puerto Real en Carmen. Se construyeron más de 25 kilómetros de drenaje pluvial en la capital. 
En lo económico se aceleró el desarrollo de la palma de aceite, sorgo, soya y maíz. Se construyeron más de 600 kilómetros de caminos a áreas de producción, se modernizó el ingenio y el campo cañero logrando exportar por primera vez azúcar a los Estados Unidos, se estableció el Parque Industrial Bicentenario, se fortaleció el procesamiento industrial de aceite de palma, crecieron las procesadoras de miel y de harina de maíz. La actividad pecuaria dio lugar a nuevos desarrollos en materia de avicultura y ganado ovino, crecieron las queserías y se logró la certificación de Japón para la ganadería porcícola. 
También en materia económica nació el desarrollo turístico del Golfo de México, Ak Baal. Surgieron dos campos de Golf y se inició la modernización del único que existía en Carmen. Se obtuvo de la Unesco el 15 de junio de 2014 la declaratoria de un Bien Mixto Cultural y Natural mexicano para la antigua ciudad maya de Calakmul y su reserva natural.  Se introdujo el cableado subterráneo en los Centros de Carmen, Champotón, Palizada, Hopelchén, Hecelchakán y Pomuch. 
Se logró la Restitución de la Memoria Histórica de las Fortificaciones y la Muralla de Campeche, potenciando su valor económico-turístico y se crearon nuevos espacios en el Centro Histórico. Nacieron las primeras grandes Plazas Comerciales en Campeche y Ciudad del Carmen.
En lo social se creó el Programa Campeche Solidario que entregó útiles escolares, calzado, uniformes deportivos y computadoras a estudiantes, surgieron 3 nuevas Universidades en Candelaria, Hopelchén y Calakmul, se alcanzó la meta de prestar servicios de educación superior en todos los municipios. La Universidad Autónoma de Campeche, paso de tener cuatro Campus en 50 años a siete. Se construyeron más de 20 mil viviendas. Se constituyeron los Centros Deportivos de Alto Rendimiento en Calkiní, Escárcega y la Capital.
Desde el DIF Estatal dirigido por su esposa Adriana Hernández Hoffmann, se fortalecieron los espacios de alimentación, se incorporaron los Comedores del Adulto Mayor y se implementó el programa de desayunos fríos para escuelas urbano-marginales en el Municipio de Campeche, se fundó el Centro Paralímpico y se estableció la aplicación local de la vacuna contra el Papiloma Humano. Nacieron el concepto de la Ciudad de la Salud de la Mujer en Carmen incluida la atención infantil y el Centro Estatal de Rehabilitación Integral. Nacieron los Centros de Justicia para las Mujeres en Carmen y Campeche.
Nació también la nueva Fiscalía General del Estado y el nuevo Sistema de Juicios Orales con sus instalaciones apropiadas. 
En lo cultural y recreativo nacieron las bibliotecas modelo y nuevas Casas de Cultura, se crearon el Centro Cultural la Arrocera, el Centro Cultural Leovigildo Gómez, la Casa de la Música, el Polifuncional de Escárcega, el Teatro de la Ciudad en Calkiní, los nuevos Museos Universitario de la Vida, los de las Fortificaciones y el del Comercio, el Espectáculo Multimedia Celebremos Campeche, en el nuevo Centro Cultural El Palacio, que restituyo los edificios que fueron el de la Aduana y el Principal. Se crearon los Parques Ximbal, Campeche y Playa Norte, se transformaron el Zoológico de Carmen, el Parque Ecoturístico El Remate en Calkiní, surgió en Isla Arena el Parque y Museo Pedro Infante. En Candelaria nació el Parque Ecológico Salto Grande y en Champotón el de Miguel Colorado. Se incorporó al Patrimonio del Estado la Antigua Casa de los Gobernadores para disfrute cultural. Se restituyó la Memoria de las Murallas de Campeche. Así mismo, la obra editorial se integró con cerca de 200 títulos. En el sexenio se digitalizó el Periódico Oficial desde 1857 hasta 2015, y se digitalizaron todos los Informes de Gobierno desde el siglo XIX hasta 2015.
En 2010 se crea el Instituto de Información, Geografía y Catastral, INFOCAM. 
En materia de finanzas públicas, se mantuvieron las calificaciones crediticias con que inició la gestión, y en deuda pública Querétaro y Campeche tuvieron las dos más bajas del país. Campeche sostuvo durante el periodo un lugar preponderante por crecimiento de su recaudación local y por tener a nivel nacional una de las mejores proporciones de ingresos propios frente al total de los mismos.
El tema más complejo de la agenda local en esos seis años, correspondió al llamado diferendo territorial peninsular, cumpliéndose el compromiso de guardar y proteger la integridad geográfica de Campeche, por resolución de la Suprema Corte de Justicia de la Nación en 2014.

### Otros cargos importantes
- En 2003 fue elegido Presidente Municipal de Campeche al derrotar al candidato del PAN, Juan Camilo Mouriño.